# Kellyan García
Kellyan Francisco García Leal (Catral, España; 14 de agosto de 1998), conocido solo como Kellyan, es un futbolista español. Juega de guardameta y su equipo actual es el C. D. Coria de la Segunda Federación.

## Trayectoria
Nacido en Catral, Kellyan entró a la cantera del Málaga CF en 2012 proveniente del Elche CF. Debutó en el Málaga B el 13 de septiembre de 2017 ante el CD Melistar por la Tercera División.
El 7 de septiembre de 2019, el guardameta debutó en el primer equipo del Málaga ante el UD Almérica por la Segunda División, en reemplazo de Munir que estaba citado a la selección. El 19 de agosto de 2020, fue cedido al UD Ibiza de la Segunda División B. Dejó el Málaga al término del préstamo, y fichó en El Palo FC.
A commienzos de la temporada 2022-23, se unió al CD Ibiza. Pero a mediados de esta, fue adquirido por el CD Atlético Paso.
De cara a la temporada 2023-24, Kellyan se unió al AD Llerenense de la Segunda Federación.En la siguiente temporada firma por otro equipo de la región extremeña, el C. D. Coria, recién ascendido a la Segunda Federación.

## Estadísticas

### Clubes
Actualizado al último partido disputado el 10 de noviembre de 2024.
| Club                   | Div.          | Temporada     | Liga  | Liga  | Copas nacionales | Copas nacionales | Copas internacionales | Copas internacionales | Total | Total |
| Club                   | Div.          | Temporada     | Part. | Goles | Part.            | Goles            | Part.                 | Goles                 | Part. | Goles |
| ---------------------- | ------------- | ------------- | ----- | ----- | ---------------- | ---------------- | --------------------- | --------------------- | ----- | ----- |
| Málaga B · España      | 3.ª           | 2018-19       | 19    | 0     | —                | —                | —                     | —                     | 19    | 0     |
| Málaga B · España      | 4.ª           | 2019-20       | 13    | 0     | —                | —                | —                     | —                     | 13    | 0     |
| Málaga B · España      | Total club    | Total club    | 32    | 0     | 0                | 0                | 0                     | 0                     | 32    | 0     |
| Málaga · España        | 2.ª           | 2019-20       | 2     | 0     | 0                | 0                | —                     | —                     | 2     | 0     |
| Málaga · España        | Total club    | Total club    | 2     | 0     | 0                | 0                | 0                     | 0                     | 2     | 0     |
| UD Ibiza · España      | 3.ª           | 2020-21       | 2     | 0     | —                | —                | —                     | —                     | 2     | 0     |
| UD Ibiza · España      | Total club    | Total club    | 2     | 0     | 0                | 0                | 0                     | 0                     | 2     | 0     |
| El Palo FC · España    | 5.ª           | 2021-22       | 27    | 0     | —                | —                | —                     | —                     | 27    | 0     |
| El Palo FC · España    | Total club    | Total club    | 27    | 0     | 0                | 0                | 0                     | 0                     | 27    | 0     |
| CD Ibiza · España      | 4.ª           | 2022-23       | 3     | 0     | 2                | 0                | —                     | —                     | 5     | 0     |
| CD Ibiza · España      | Total club    | Total club    | 3     | 0     | 2                | 0                | 0                     | 0                     | 5     | 0     |
| Atlético Paso · España | 4.ª           | 2022-23       | 15    | 0     | —                | —                | —                     | —                     | 15    | 0     |
| Atlético Paso · España | Total club    | Total club    | 15    | 0     | 0                | 0                | 0                     | 0                     | 15    | 0     |
| AD Llerenense · España | 4.ª           | 2023-24       | 26    | 0     | 0                | 0                | —                     | —                     | 26    | 0     |
| AD Llerenense · España | Total club    | Total club    | 26    | 0     | 0                | 0                | 0                     | 0                     | 26    | 0     |
| C. D. Coria · España   | 4.ª           | 2024-25       | 6     | 0     | 0                | 0                | —                     | —                     | 6     | 0     |
| C. D. Coria · España   | Total club    | Total club    | 6     | 0     | 0                | 0                | 0                     | 0                     | 6     | 0     |
| Total carrera          | Total carrera | Total carrera | 113   | 0     | 2                | 0                | 0                     | 0                     | 115   | 0     |